# Robečský potok
Robečský potok (německy Neuschlosser Bach) je levostranný přítok řeky Ploučnice v okrese Česká Lípa. Patří k nejvýznamnějším tokům na povodí Ploučnice, odvodňuje soustavu Holanských rybníků a Máchovo jezero, parametry se jedná spíše o říčku. Svou erozní činností dal vzniknout národní přírodní památce Peklo. Místo jeho vzniku, tedy i jeho délka a název v různých částech toku jsou sporné.

## Průběh toku

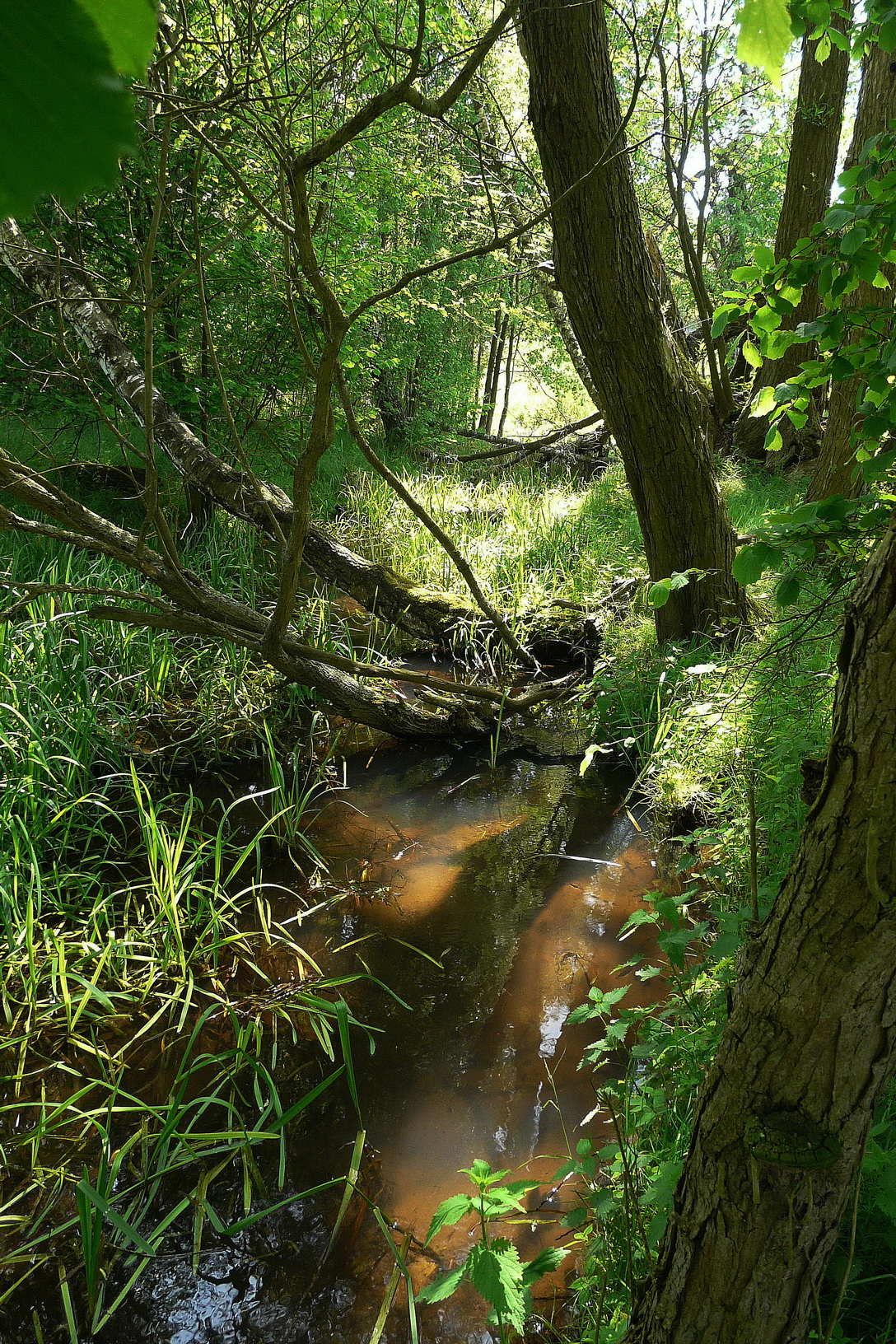
Robečský (Okenský) potok u obce Obora

### Horní tok

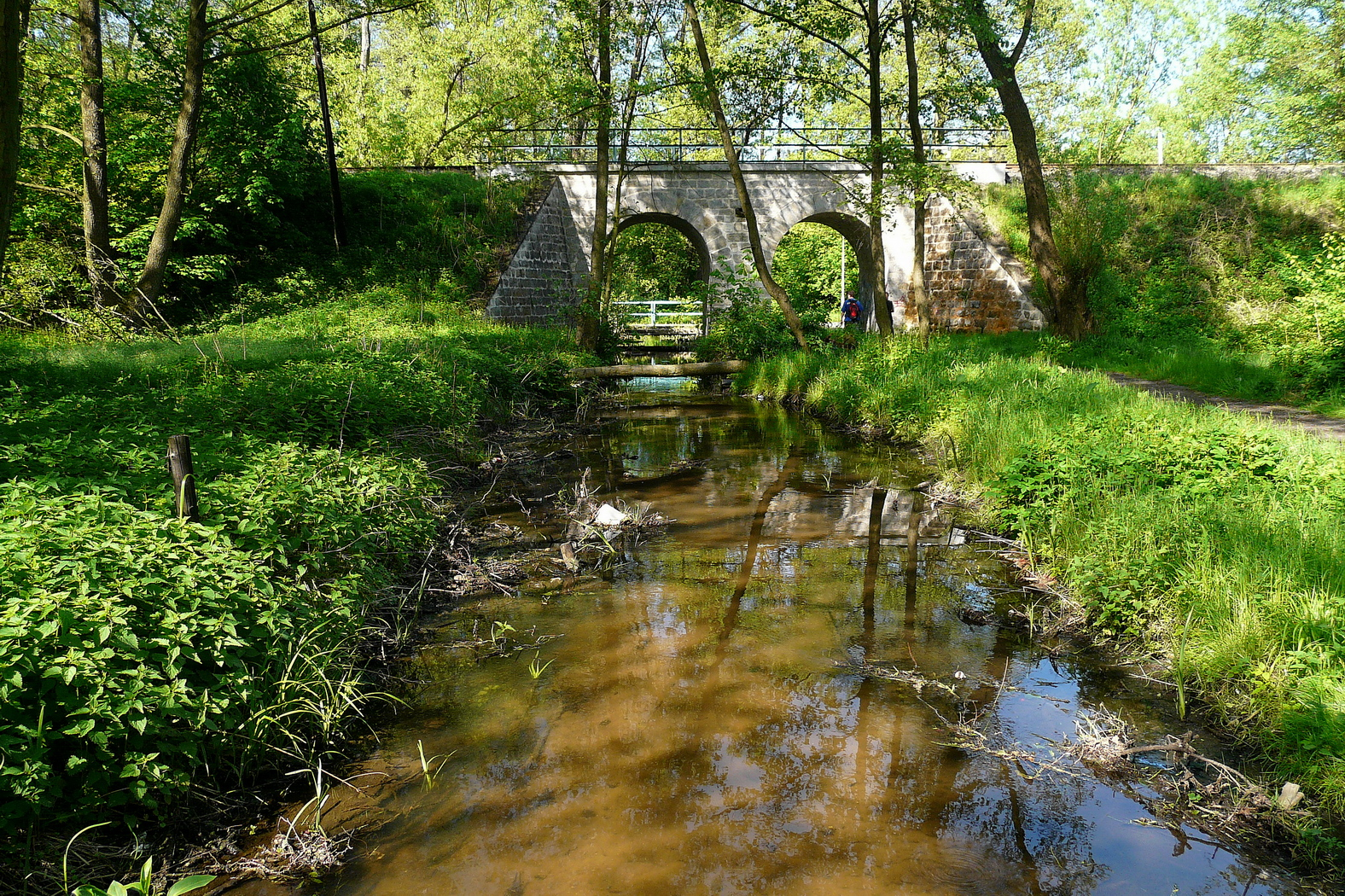
Robečský potok v Doksech

Podle některých zdrojů vzniká výpustí Máchova jezera ve Starých Splavech. a je dlouhý 15,8 km.
Podle některých map je úsek mezi Máchovým jezerem a Novozámeckým rybníkem znám také jako Mlýnský potok.

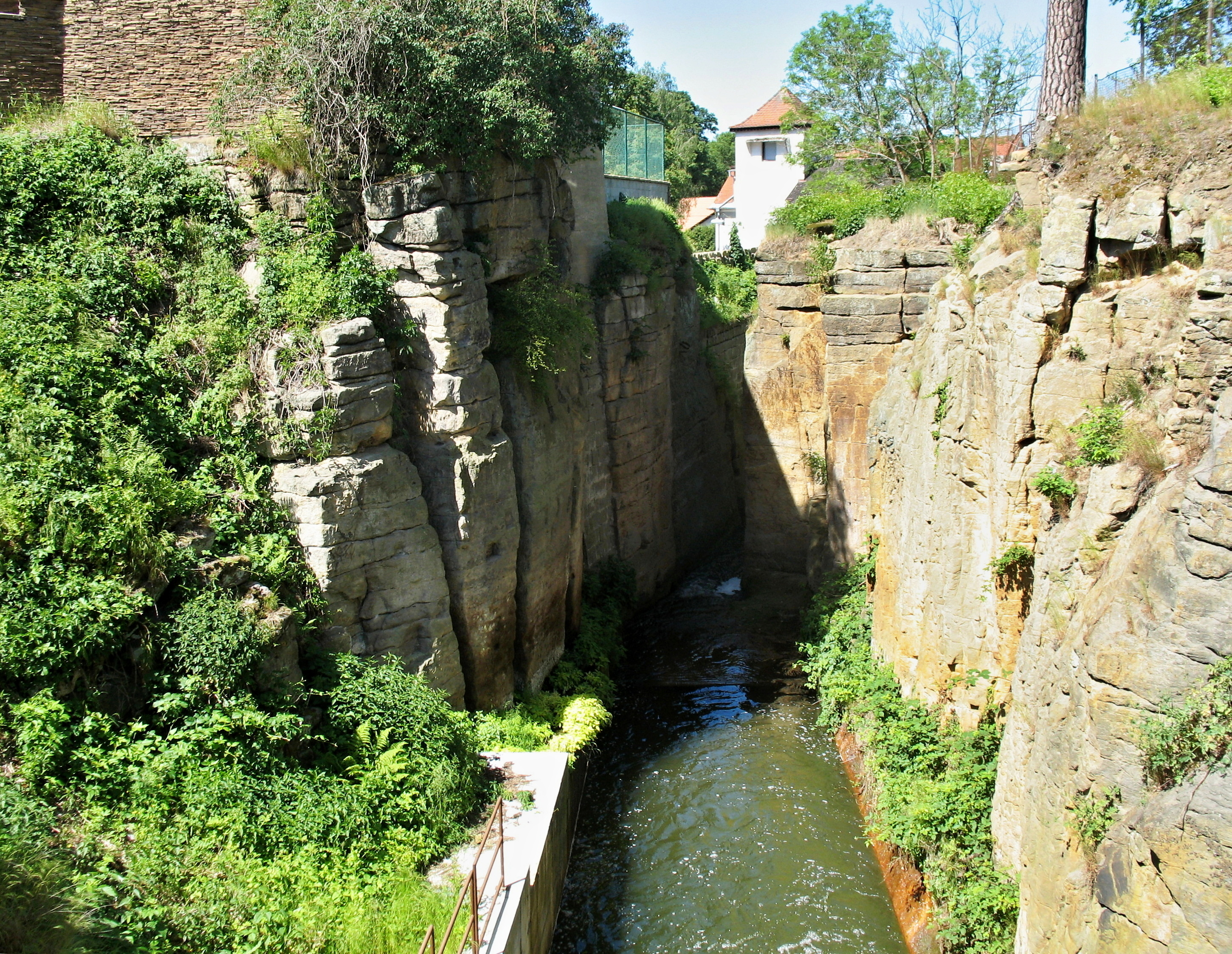
Výtok Robečského potoka z Máchova jezera skrz uměle vytesanou průrvu ve skále

Podle jiných zdrojů potok pramení nad Břehyňským rybníkem, 500 m od Bílého kamene, tedy ještě před Máchovým jezerem v nadmořské výšce 277 m. Břehyňský rybník a Máchovo jezero (přesněji jeho tzv. Břehyňskou zátoku) spojuje Břehyňský potok (dříve známý také jako Rohlevka).
Druhý, delší přítok Máchova jezera, ústící do jeho tzv. Dokeské zátoky, tvoří rameno, jenž se v Doksech místně zve Dokský či Dokeský potok. Jeho nejzazší pramen však leží až jižně od obce Okna, kde se místně nazývá Okenský potok. Podle pravidel vymezení pramenné zdrojnice, podle zřejmě všech současných online map (zejména vodohospodářské mapy ČR), a podle jiných důležitých dokumentů, je právě toto rameno oficiálně považováno za počátek Robečského potoka, zatímco kratší břehyňské rameno je považováno jen za jeho přítok, jenž je celý až ke svému prameni evidován jako Břehyňský potok.
Mezi Okny a Doksy napájí Robečský potok rybníky Pateřinka, Poselský a Čepelský.

Před ústím do Novozámeckého rybníka Robečský potok přibírá zleva Jestřebský potok (známý také jako Liboška). Novozámecký rybník (přírodní rezervace od roku 1933) je napájen přes středověkou technickou památku Mnichovskou  průrvu od jihu také Bobřím potokem, který je největším přítokem Robečského potoka.

### Pod Novozámeckým rybníkem

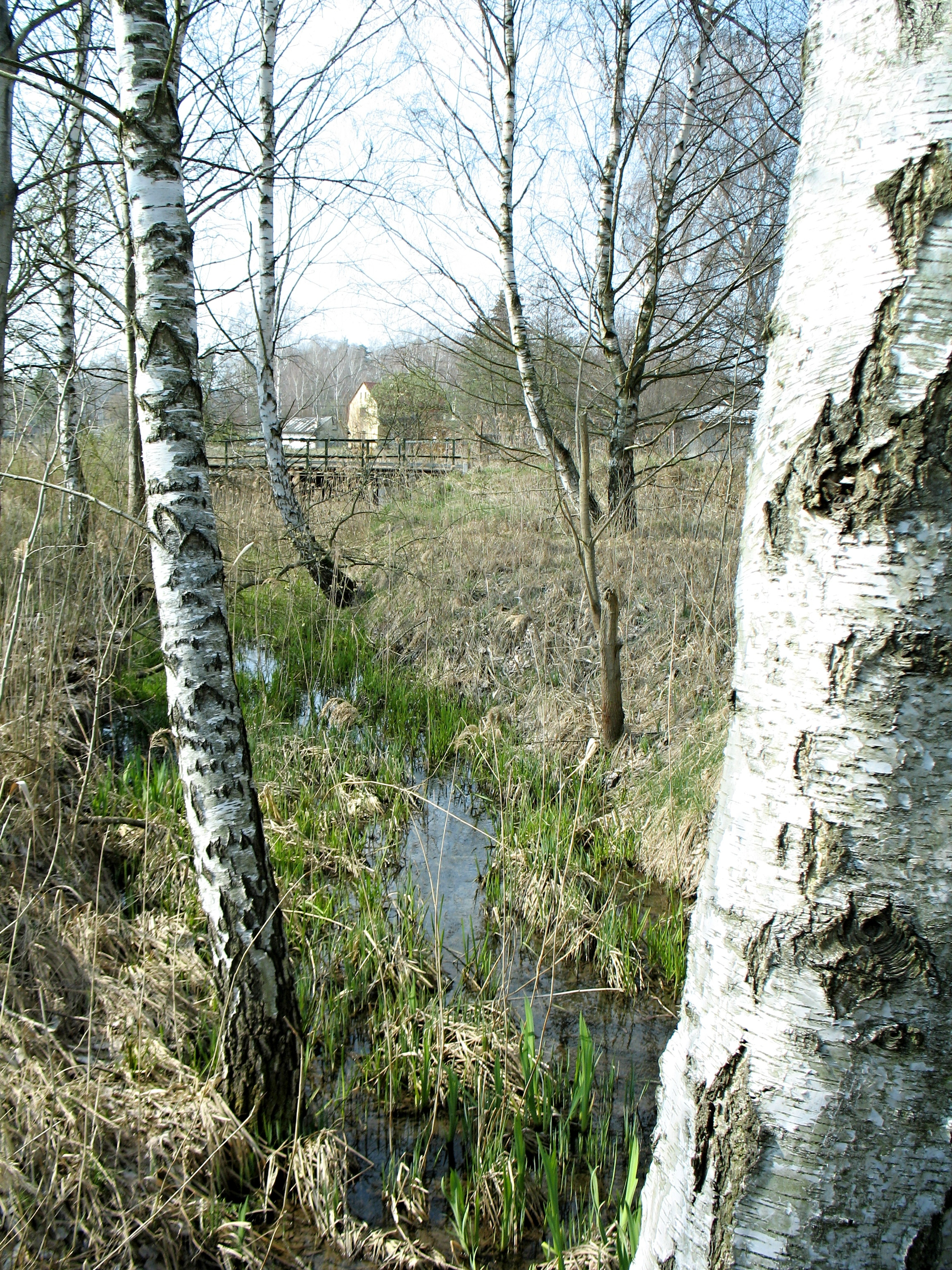
Na horním toku v Oknech

V obci Zahrádky jižně od České Lípy potok vytéká z Novozámeckého rybníka další technickou památkou Novozámeckou průrvou a dál pokračuje pod mostem nad osadou Karba do údolí, národní přírodní památky Peklo. Zde byl v 19. století potok upraven pro plavbu hostí zámku Zahrádky. Po vyústěný ze skalní soutěsky Pekla Robečský potok napájí Horní a Dolní Pekelský rybník na jihovýchodním okraji České Lípy.
Robečský potok se vlévá zleva do Ploučnice ve čtvrti Dubice města Česká Lípa ve výšce 241 m n. m.

Podle vodáckého průvodce z roku 1978 se Robečským potokem nazývá až vytékající tok z Novozámeckého rybníka, je dlouhý jen 7,6 km. Splout se dá od Zahrádek, obtížnost je ZW-C, ale tok je zejména v údolí NPP Peklo často přehrazen stromy spadlými do koryta. Pořádal se zde každoroční podzimní vodácký sraz, který začínal v Zahrádkách a končil ve Stružnici na Ploučnici.

## Údaje o průtoku
| místo    | říční km | plocha povodí [km²] | průměrný průtok (Qa) [m³/s] | stoletá voda (Q100) [m³/s] |
| -------- | -------- | ------------------- | --------------------------- | -------------------------- |
| Zahrádky | 6,80     | 289,04              | 1,20                        | 21                         |

## Větší obce na potoku
- Okna

- Doksy
- Staré Splavy
- Jestřebí
- Zahrádky
- Česká Lípa, část Dubice